# Europapokal der Landesmeister (Handball) der Frauen 1970/71
Der Europapokal der Landesmeister der Frauen 1970/71 war die zehnte Auflage des Handball-Wettbewerbes. Sieger wurde der Titelverteidiger Spartak Kiew aus der Sowjetunion, der im Finale den ungarischen Vertreter Ferencváros Budapest besiegte.

## Vorrunde
|                              | Gesamt |                       | Hinspiel | Rückspiel |
| ---------------------------- | ------ | --------------------- | -------- | --------- |
| LC Brühl Handball St. Gallen | 14:36  | VIF G. Dimitrow Sofia | 06:13    | 08:23     |

## Achtelfinale
|                          | Gesamt |                         | Hinspiel | Rückspiel |
| ------------------------ | ------ | ----------------------- | -------- | --------- |
| Spartak Kiew             | 29:14  | Union Admira Landhaus   | 13:90    | 16:50     |
| Otmęt Krapkowice         | 52:17  | US Ivry HB              | 21:40    | 31:13     |
| 1. FC Nürnberg           | 12:12  | Swift Roermond          | 5:3      | 7:9       |
| TJ Odeva Hlohovec        | 18:16  | Brandval Idrettslag     | 14:10    | 4:6       |
| ŽRK Lokomotiva Zagreb    | 15:25  | Universitatea Timişoara | 07:13    | 08:12     |
| HG Kopenhagen            | 26:22  | VIF G. Dimitrow Sofia   | 13:10    | 13:12     |
| Maccabi Arazim Ramat Gan | 21:34  | Fram Reykjavík          | 10:15    | 11:19     |
| Ferencváros Budapest     | 23:20  | SC Leipzig              | 07:11    | 16:90     |

1. ↑  Der 1. FC Nürnberg qualifizierte sich auf Grund der Auswärtstorregel für die nächste Runde.

## Viertelfinale
|                  | Gesamt |                         | Hinspiel | Rückspiel |
| ---------------- | ------ | ----------------------- | -------- | --------- |
| Otmęt Krapkowice | 22:42  | Spartak Kiew            | 11:18    | 11:24     |
| 1. FC Nürnberg   | 24:19  | TJ Odeva Hlohovec       | 14:90    | 10:10     |
| HG Kopenhagen    | 20:20  | Universitatea Timişoara | 10:60    | 10:14     |
| Fram Reykjavík   | 05:21  | Ferencváros Budapest    | 05:21    | [ V 2 ]   |

1. ↑  HG Kopenhagen qualifizierte sich auf Grund der Auswärtstorregel für die nächste Runde.
2. ↑  Fram Reykjavík verzichtete auf das Rückspiel in Budapest.

## Halbfinale
|                | Gesamt |                      | Hinspiel | Rückspiel |
| -------------- | ------ | -------------------- | -------- | --------- |
| 1. FC Nürnberg | 16:20  | Spartak Kiew         | 10:50    | 06:15     |
| HG Kopenhagen  | 16:18  | Ferencváros Budapest | 9:4      | 07:14     |

## Finale
Das Finale fand am 4. April 1971 in Bratislava statt.
|              | Ergebnis |                      |
| ------------ | -------- | -------------------- |
| Spartak Kiew | 11:90    | Ferencváros Budapest |